# 菲希滕贝格
菲希滕贝格是德国巴登-符腾堡州的一个市镇。总面积24.19平方公里，总人口2815人，其中男性1396人，女性1419人（2011年12月31日），人口密度116人/平方公里。